# حجر لمیس
حجر لمیس (به عربی: حجر لمیس) یکی از منطقه‌های کشور چاد است. بخش حجر لمیس ۳۰٬۰۰۰ کیلومتر مربع مساحت و ۵۶۲٬۹۵۷ نفر جمعیت دارد.